# Rune Källqvist
Rune Walter Källqvist (Kinnarumma, 4 novembre 1929 – Göteborg, 3 marzo 1994) è stato un pallanuotista svedese.
Ha fatto parte della Svezia che partecipato alle Olimpiadi estive di Helsinki 1952, gareggiando nel torneo di pallanuoto.